# أنقليس ثعباني هامشي
أنقليس ثعباني هامشي (الاسم العلمي: Ophichthus cruentifer) هو نوع من الأسماك، يتبع فصيلة الأنقليس الثعباني.